# Nilüfer Demir
Nilüfer Demir (geboren in 1986) is een Turkse fotojournalist gevestigd in Bodrum, Turkije. Ze werkt al sinds haar tienerjaren bij het Doğan News Agency, een Turks persbureau. Ze deed verslag van de Europese migrantencrisis in de zomer van 2015 en haar foto's van het lichaam van de Syrische peuter Alan Kurdi, aangespoeld op een Turks strand, werden wereldnieuws op 2 september 2015. Ze kwam het lichaam van Kurdi tegen op het strand vlakbij Bodrum en maakte meerdere foto's.

## Foto van Alan Kurdi

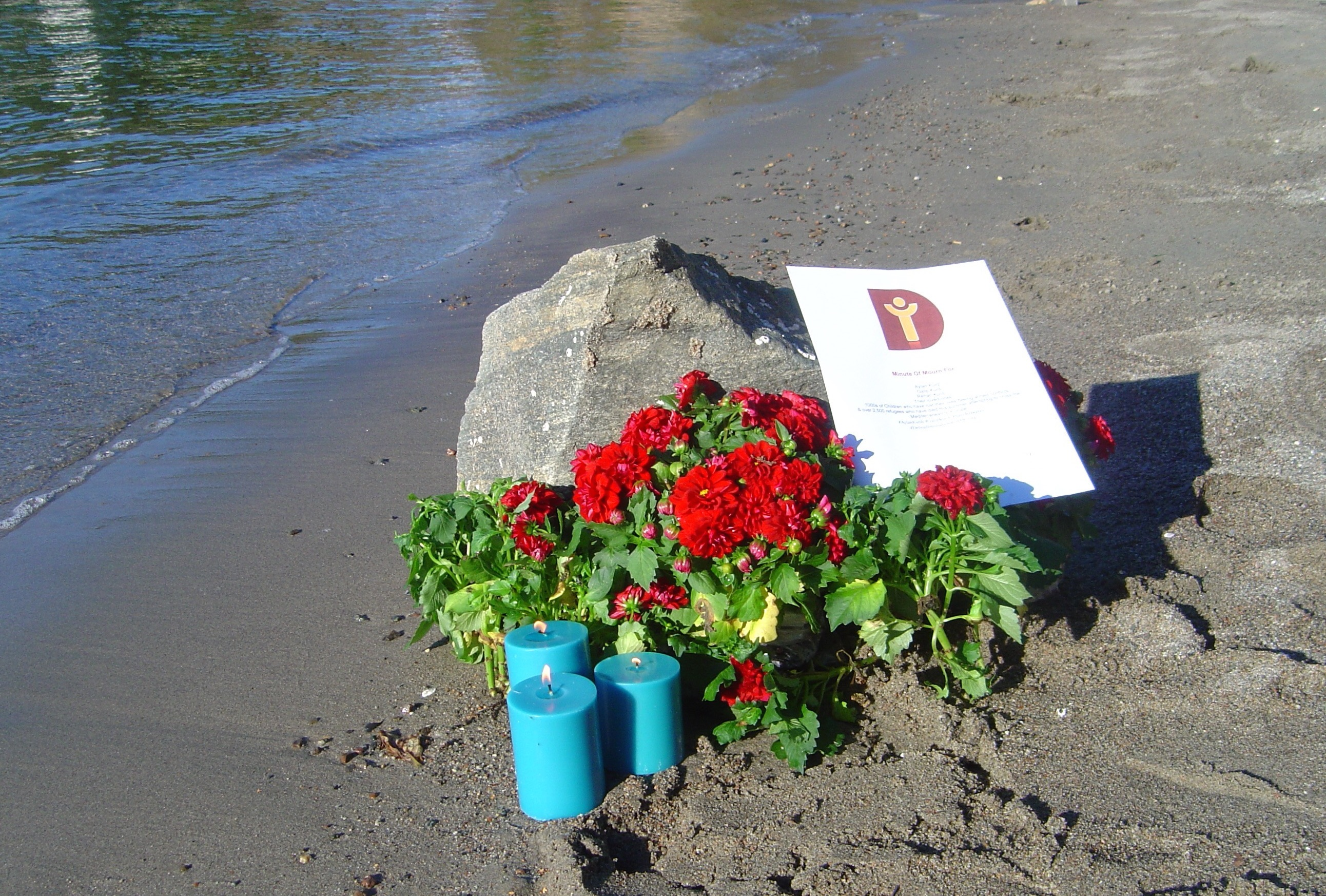
Herdenking op de vindplaats van de jongen

Demir zei dat ze zich "versteend" voelde bij het zien van het lijk van de peuter. Daarna nam ze de foto's om haar gevoelens te delen.
De foto van Kurdi wordt vergeleken met iconische foto's die de wereld veranderden. Haar foto werd vergezeld van de hashtag "#KiyiyaVuranInsanlik" (Engels: aangespoelde mensheid) en werd het meest trending topic op Twitter. In maart 2016 was haar foto het onderwerp van een Nederlandse documentaire over iconische foto's door Misja Pekel en Maud van de Reijt voor Medialogica, en specifiek waarom deze foto niet was geselecteerd voor de World Press Photo terwijl de foto had geleid tot een veranderd perspectief en houding van veel mensen over de Europese migrantencrisis. De winnende World Press-foto van 2015 toonde een kindermigrant die met succes Europa binnenkwam en daarmee hoop in plaats van wanhoop uitstraalde.

## Andere foto's door Demir van Alan Kurdi
Demir nam een reeks foto's die dag, maar het wordt aangenomen dat deze massaal geretweete foto op Twitter de meeste internationale impact heeft gehad. Dit is ook de afbeelding die dagblad Trouw op 3 september 2015 voor hun voorpagina koos nadat een vrouwelijke journalist het in de avond van 2 september 2015 op hun website had gepubliceerd. Hoewel de aanvankelijke afbeelding de meeste emotionele impact had, werd de meest gekozen foto uiteindelijk een foto van de peuter vanaf de zijkant gezien, met een hulpverlener die van rechts nadert, uit dezelfde serie.

### Foto van Alan Kurdi vanaf de zijkant gezien

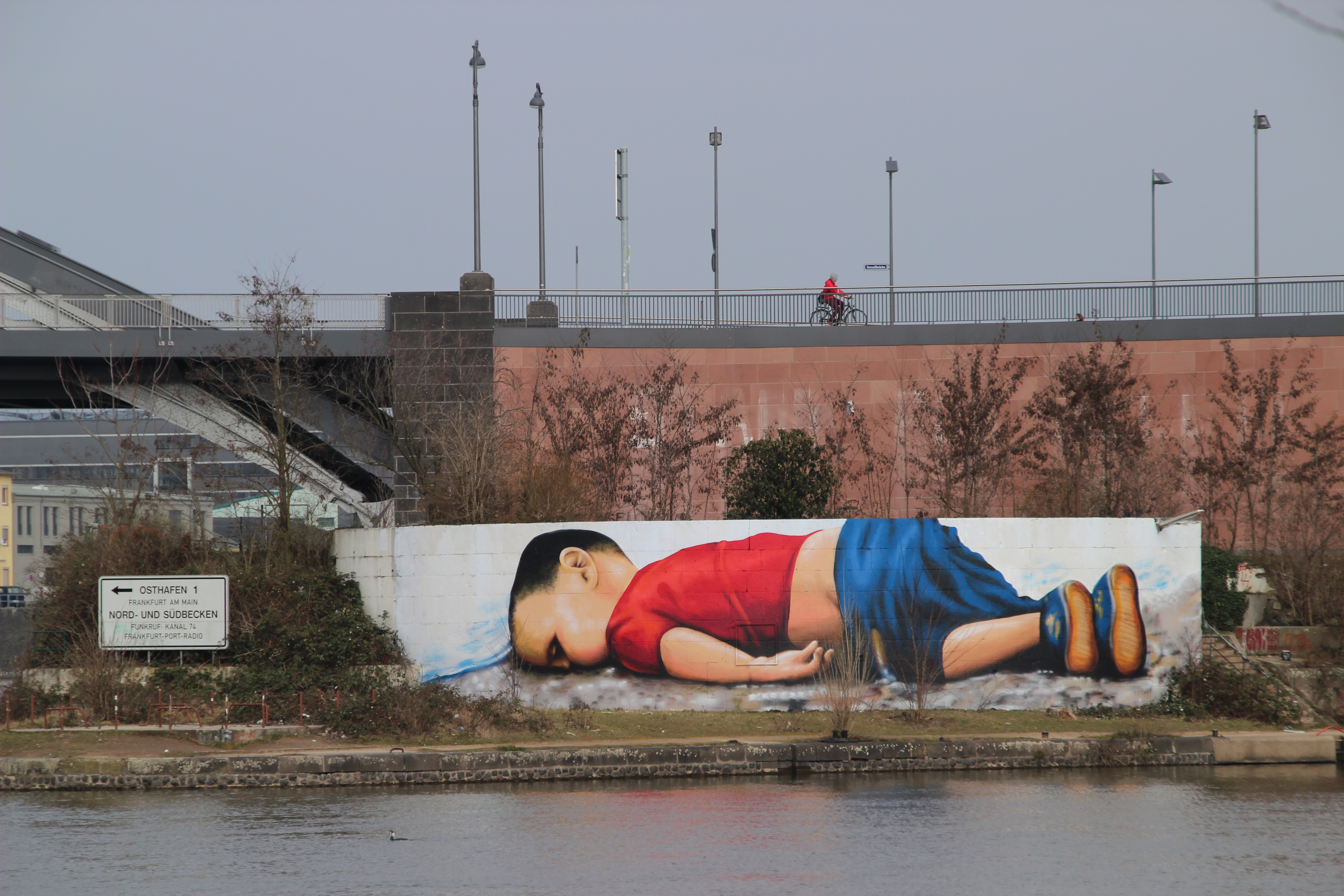
Detail van Demirs foto van opzij gezien met een hulpverlener die van rechts nadert, gebruikt als graffiti op een gebogen muur langs de rivier de Main in Frankfurt, Duitsland.

Time Magazine selecteerde deze foto ook voor zijn "Top 100 foto's van 2015". Time publiceerde een update over Demir's foto van de jongen vanaf de zijkant gezien in een eenjarig jubileumupdate over hun keuze voor deze hulpverlenersfoto, en vermeldde dat deze ook op sociale media was gedeeld "door duizenden mensen".

### Foto van Alan Kurdi in de armen van een hulpverlener
Andere persbureaus besloten andere foto's te selecteren van dezelfde dode peuter met een reddingswerker in beeld, zoals een met het levenloze lijk in de armen van een hulpverlener.

## Kunst geïnspireerd op de foto's van Demir
De foto van Alan Kurdi vanaf de zijkant, waarop gedeeltelijk het gezicht van het kind te zien is, werd later, op 6 januari 2016, hergebruikt voor een strip van Charlie Hebdo die verwijst naar de aanrandingen op oudejaarsavond in Duitsland voor hun jubileumeditie ter herdenking van de aanslag op Charlie Hebdo in 2015, wat leidde tot een internationaal debat over racisme. Later die maand poseerde de Chinese kunstenaar Ai Weiwei op het strand in een recreatie van de positie van het lijk van de peuter op het moment van de foto's. In maart 2016 legden graffitikunstenaars in Duitsland een artistiek politiek statement af tegenover het hoofdkantoor van de Europese Centrale Bank (ECB) met de titel "Europa tot - Der Tod und das Geld", naar aanleiding van deze politieke kunstwerken in januari.
In 2018 verscheen de vierde roman van Khaled Hosseini, Sea Prayer. Hosseini zei dat het idee van de roman was geïnspireerd door foto's van Demir.

## Onderscheidingen
- Voor haar foto van Alan Kurdi won Demir de prijs "persfoto van het jaar" in de Association Press' Photos of the Year-wedstrijd in 2016.[19]
- Demir ontving een gouden medaille als onderdeel van de Elizabeth Neuffer Memorial Prize 2016, uitgereikt door de United Nations Correspondents Association voor geschreven media (inclusief online media), gesponsord door de Alexander Bodini Foundation.[20][21]